# Хаттон, Роберт
Роберт Хаттон (англ. Robert Hutton), имя при рождении Роберт Брюс Уинн (англ.  Robert Bruce Winne; 11 июня 1920 — 7 августа 1994) — американский актёр кино и телевидения 1940—1970-х годов.
За время своей карьеры Хаттон сыграл в таких фильмах, как «Курс на Токио» (1943), «Голливудская лавка для войск» (1944), «Джени» (1944), «Грубо говоря» (1945), «С незапамятных времён» (1947), «Умные девочки не болтают» (1948), «Стальной шлем» (1951), «Рэкет» (1951), «Великая ночь Казановы» (1954), «Столкновение на Бут-Хилл» (1958), «Колосс Нью-Йорка» (1958), «Сад пыток» (1967), «Они прибыли из другого пространства» (1967) и «Байки из склепа» (1972).

## Ранние годы и начало карьеры
Роберт Хаттон, имя при рождении Роберт Брюс Уинн, родился 11 июня 1920 года в Кингстоне, Нью-Йорк, США, в семье торговца скобяными изделиями. Он был кузеном Барбары Хаттон, которая являлась наследницей кампании Woolworth. Хаттон вырос в округе Алстер, штат Нью-Йорк, он учился в Blair Academy в Нью-Джерси. До начала работы в кинематографе Хаттон в течение двух сезонов играл в театре Woodstock Playhouse в Вудстоке, штат Нью-Йорк.

## Карьера в кинематографе
Хаттон дебютировал в кино в роли молодого моряка подводной лодки в военной драме с Кэри Грантом «Курс на Токио» (1943). На следующий год Хаттон сыграл одну из своих самых известных ролей в звёздном комедийном музыкальном киноревю «Голливудская лавка для войск» (1944). В этой картине по сюжету он предстал в образе молодого капрала, который приходит в кафе с голливудскими звёздами, где выигрывает право на свидание с актрисой Джоан Лесли. В 1944 году Хаттон сыграл в романтической мелодраме Майкла Кёртиса «Джени» (1944), одной из многочисленных картин о маленьком городе, в центре которого размещается новый армейский гарнизон. Целомудренная история этой картины повествовала о романтических отношениях солдата (Хаттон) и юной девушки Джени (Джойс Рейнольдс), которe., несмотря на все ей попытки остаться с ним наедине, он даже ни разу по-настоящему не обнял. Актёр также сыграл важную роль в комедийной драме Майкла Кёртиса «Грубо говоря» (1945) с Розалинд Расселл в роли сильной женщины, которая постоянно ищет возможности реализовать свой потенциал, одновременно воспитывая нескольких детей в период, начиная с Первой мировой войны и заканчивая началом Второй мировой войны. Как отметил киновед Хэл Эриксон, «в этих картинах Warner Bros. Хаттону здорово помогла его способность показать сдержанность и скромность персонажей в духе Джеймса Стюарта».
В 1945 году Хаттон в роли американского солдата сыграл в паре с Джоан Лесли в романтической мелодраме «Слишком молод, чтобы знать» (1945), за которой они же вместе сыграли в сиквеле «Джени» под названием «Джени выходит замуж» (1946), где Лесли заменила Рейнольдс в заглавной роли. Этот фильм однако не смог повторить успех первой ленты о Джени. Не были особенно удачными и две последующие совместные картины Хаттона с Рейнольдс — романтические комедии «Всегда вместе» (1947) и «Настенный цветок» (1948). Тем не менее, по словам кинокритика Дэвида Шипмана, «контрастная пара энергичной, импульсивной Рейнольдс и романтичного, добропорядочного Хаттона стала одной из нескольких заметных экранных команд своего времени».
Хаттон сыграл также главную мужскую роль в исторической мелодраме Роберта Сиодмака «С незапамятных времён» (1947), которую невысоко оценили критики, в частности Томас Прайор из «Нью-Йорк Таймс». Он также написал, что «персонаж Хаттона слабо написан», и актёр слабо выглядит «в роли сына, который рождён для музыки, но вынужден страдать в несчастливом браке и серии „потерянных уик-эндов“, прежде чем он оценит любовь Кейт (Филлис Калверт) и расцветёт как знаменитый композитор».
В 1948 году в музыкальной криминальной мелодраме с Вирджинией Мейо «Умные девушки не болтают» (1948) Хаттон сыграл важную роль честного врача и брата героини, которого убивают бандиты за отказ сотрудничать с ними. В 1949 году у Хаттона были важные роли второго плана в криминальной мелодраме «Человек на Эйфелевой башне» (1949) с Чарльзом Лоутоном и сыграл на студии Columbia в комедии «И с ребёнком будет трое» (1949) с Робертом Янгом и Барбарой Хейл. Оба фильма не принесли успеха. В 1949 году Хаттон сыграл одну из главных ролей Джонни Янгера в вестерне «Братья Янгеры» (1949), однако, по словам кинокритика Дэвида Шипмана, «было очевидно, он не был подходящим актёром для вестернов».
После окончания войны ведущие звёзды вернулись из армии в Голливуд, и в результате такие актёры, как Хаттон, которые их заменяли, оказались не у дел. После нескольких лет работы в качестве контрактного актёра Warner Brothers, Хаттон ушёл со студии, сразу же столкнувшись с трудностями при получении новых ролей, и даже стал задумываться об уходе из профессии. В результате к 1950-м годам Хаттон играл главные роли, главным образом, в фильмах категории В, таких как «Красота напоказ» (1950).
Более значимым фильмом стала военная драма Сэмюэла Фуллера «Стальной шлем» (1951), где Хаттон вместе с Джином Эвансом сыграли роли американских солдат, сражающихся с войсками коммунистической Кореи в одном из заброшенных буддийских монастырей. В том же году в фильме нуар «Рэкет» (1951) Хаттон сыграл небольшую роль репортёра местной газеты и боевого товарища члена команды полицейских, ведущих борьбу с криминальным синдикатом.
После неудачных вестернов «След убийств» (1951) с Брайаном Донлеви и «Нью-Мексико» (1951) с Лью Эйрсом, где у Хаттона были роли второго плана, в 1952—1953 годах Хаттон сыграл в трёх малозаметных комедиях. Год спустя у актёра была важная роль герцога в приключенческой комедии с Бобом Хоупом «Великая ночь Казановы» (1954). В фильме нуар «Большой блеф» (1955) Хаттон сыграл важную роль врача серьёзно больной главной героини (Марта Викерс), за богатым наследством которой охотится группа негодяев.
В 1956—1957 годах у Хаттона были главные или крупные роли в четырёх малопримечательных картинах — вестерне «Барабаны яки» (1956) и фильме нуар «Корпорация скандалов» (1956), криминальной мелодраме «Человек из Танжира» (1957) и научно-фантастическом хорроре «Человек без тела» (1957). Затем он сыграл заметные роли второго плана в двух успешных фильмах 1958 года — он был учёным в популярном научно-фантастическом хорроре «Колосс Нью-Йорка» (1958), а также в вестерне «Перестрелка в Бут-Хилл» (1958), где Хаттон был бандитом, настраивающим людей против шерифа (Чарльз Бронсон). В 1959 году Хаттон сыграл роль второго плана в научно-фантастическом фильме «Невидимые захватчики» (1959) и эпизодическую роль в романтической комедии Джорджа Маршалла с Гленном Фордом и Дебби Рейнольдс «Всё началось с поцелуя» (1959).
В 1960 году Хаттон сыграл одного из двух злых сводных братьев заглавного героя в комедии с Джерри Льюисом «Золушок» (1960). В том же году Хаттон сыграл главные роли в двух слабых криминальных мелодрамах «Дикая молодежь» (1960) и «Сбежавшие из тюрьмы» (1960). Через три года вышел фантастический фильм ужасов «Люди-слизи» (1963), где Хаттон выступил режиссёром и исполнителем главной роли. Несмотря на малый бюджет (съёмки проходили в основном, на мясном рынке) и невысокий художественный уровень, этот фильм получил достаточно широкий прокат.
В 1964 году Хаттон отправился в Европу, где выступил в качестве ассоциативного продюсера и исполнителя главной роли медвежатника, похищающего японские военные секреты, в американо-британской шпионской драме «Тайная дверь» (1964). Действие фильма происходило в Лиссабоне, Португалия, там же проходили и его съёмки. В том же году Хаттон сыграл главную роль в британском криминальном триллере «Сицилийцы» (1964). В 1966 году вышла британская комедия «Доктор и его медсёстры» (1966), в которой Хаттон создал образ кинозвезды Рока Стюарта, пародируя одновременно Джеймса Стюарта и Рока Хадсона. В том же году Хаттон сыграл роль командира в британской музыкальной комедии «Искатели, хранители» (1966) с поп-звездой Клиффом Ричардом в главной роли.
Вплоть до 1974 года Хаттон продолжал жить и работать в Великобритании, где снялся как характерный актёр в таких фильмах «Живёшь только дважды» (1967), «Сад пыток» (1968) и «Байки из склепа» (1971). В бондовском триллере с Шоном Коннери «Живёшь только дважды» (1967) Хаттон сыграл небольшую роль советника президента (без указания в титрах). В фильме ужасов «Сад пыток» (1967) Хаттон был кинозвездой, карьера которого продлена благодаря пакту с безумным волшебником, который превратил его в андроида. В том же году Хаттон сыграл главную роль профессора в британской научно-фантастической приключенческой ленте «Они прибыли из другого пространства» (1967). В 1970 году он сыграл роль доктора в британском фантастическом фильме ужасов «Трог» (1970), где главную роль исполнила Джоан Кроуфорд. Всоед за этим Хаттон сыграл ещё в двух фильмах ужасов — «Плач баньши» (1970) с Винсентом Прайсом и в американо-британском «Байки из склепа» (1972) с Джоан Коллинз, где у Хаттона были небольшие роли. Перед возвращением в США Хаттон написал сценарий для британского хоррор-триллера «Преследование» (1974), обращающего на себя внимание, как написал Шипман, «удивительным присутствием таких звёзд, как Лана Тёрнер и Тревор Ховард». В своём последнем фильме «Новая крыша» (1975), сделанном в Канаде, Хаттон сыграл известного политика Александра Гамильтона.

## Карьера на телевидении
В период с 1951 по 1974 год Хаттон сыграл в 48 эпизодах 32 различных телесериалов, среди которых «Дни в долине смерти» (1953), «Мистер и миссис Норт» (1953—1954, 2 эпизода), «Шоу Джорджа Бернса и Грейси Аллен» (1954), «Приключения Сокола» (1955), «Миллионер» (1955), «Опознание» (1957), «Паника» (1957), «Бунтарь» (1959—1960, 2 эпизода), «Гавайский детектив» (1961), «Сансет-Стрип, 77» (1961), «Святой» (1965—1968, 3 эпизода) и «Королевская скамья VII» (1974).

## Оценка творчества
Роберт Хаттон был актёром, который сыграл главные роли в десятках фильмов в США и Великобритании. Хаттон относился к тому поколению кинозвёзд, которое поднялось благодаря Второй мировой войне, когда ведущие голливудские актёры отправились служить в армию. В 1940-е годы студия Warner Bros. рассчитывала сделать из него звезду, однако к началу 1950-х годов он потерял контракт на крупной студии, и снимался в основном в малобюджетных картинах. Помимо работы в кино и на телевидении в качестве актёра, в конце карьеры Хаттон попробовал свои силы как сценарист, продюсер и режиссёр.

## Личная жизнь
Роберт Хаттон был женат четырежды. С 1943 по 1945 год он был женат на Натали Томпсон, брак закончился разводом. В 1946 году он женился на Клитус Колдвелл, в браке с которой у него родилось двое детей. В 1950 году они развелись. С 1951 по 1963 год Хаттон был женат на Бриджет Карр, у них родилось двое детей, однако в итоге брак закончился разводом. С 1969 года Хаттон был женат на Розмари Пью, брак с которой также закончился разводом.
После завершения работы в Англии в 1974 году Хаттон вернулся в США, поселившись в родном Кингстоне.

## Смерть
Роберт Хаттон умер 7 августа 1994 года в возрасте 73 лет в больнице Кингстона, Нью-Йорк, куда поступил с диагнозом пневмония..

## Фильмография
| Год         |   | Русское название                    | Оригинальное название                  | Роль                             |
| ----------- | - | ----------------------------------- | -------------------------------------- | -------------------------------- |
| 1943        | ф | Курс на Токио                       | Destination Tokyo                      | Томми Адамс                      |
| 1944        | ф | Голливудская лавка для войск        | Hollywood Canteen                      | капрал Слим Грин                 |
| 1944        | ф | Джени                               | Janie                                  | рядовой Дик Лоренс               |
| 1945        | ф | Грубо говоря                        | Roughly Speaking                       | Джон Крейн в возрасте 20-28 лет  |
| 1945        | ф | Слишком молоды, чтобы знать         | Too Young to Know                      | Айра Энрайт                      |
| 1946        | ф | Джени выходит замуж                 | Janie Gets Married                     | Дик Лоренс                       |
| 1947        | ф | Люби и учись                        | Love and Learn                         | Боб Грант                        |
| 1947        | ф | С незапамятных времён               | Time Out of Mind                       | Кристофер Форчун                 |
| 1947        | ф | Всегда вместе                       | Always Together                        | Донн Мастерс                     |
| 1948        | ф | Умные девушки не болтают            | Smart Girls Don't Talk                 | «Док» Виккерс                    |
| 1948        | ф | Настенный цветок                    | Wallflower                             | Уоррен Джеймс                    |
| 1949        | ф | И с ребёнком будет трое             | And Baby Makes Three                   | Херберт Т. «Херби» Флетчер       |
| 1949        | ф | Человек на Эйфелевой башне          | The Man on the Eiffel Tower            | Билл Кёрби                       |
| 1949        | ф | Братья Янгеры                       | The Younger Brothers                   | Джонни Янгер                     |
| 1950        | ф | Красота напоказ                     | Beauty on Parade                       | Джил Макробертс                  |
| 1951        | ф | Нью-Мексико                         | New Mexico                             | лейтенант Вермонт                |
| 1951        | ф | Рэкет                               | The Racket                             | Дейв Эймс                        |
| 1951        | ф | Тропа на убой                       | Slaughter Trail                        | лейтенант Морган                 |
| 1951        | ф | Стальной шлем                       | The Steel Helmet                       | рядовой Бронте                   |
| 1951 —1952  | с | Театр Гильдии Груэн                 | Gruen Guild Playhouse                  | (4 эпизода)                      |
| 1952        | ф | Слюнтяи и девчонки                  | Gobs and Gals                          | лейтенант Стивен Е. Смит         |
| 1952        | ф | Волна тропической жары              | Tropical Heat Wave                     | Стратфорд Е. Карвер              |
| 1952        | с | Неожиданное                         | The Unexpected                         | Крис (1 эпизод)                  |
| 1952        | с | Театр века «Шефер»                  | The Schaefer Century Theatre           | (2 эпизода)                      |
| 1952        | с | Театр звезд «Шлитца»                | Schlitz Playhouse of Stars             | Перри Форд (1 эпизод)            |
| 1952— 1954  | с | Театр у камина                      | Fireside Theatre                       | разные роли (4 эпизода)          |
| 1953        | ф | Парижская модель                    | Paris Model                            | Чарли Джонсон                    |
| 1953        | с | Театр «Пепси-колы»                  | The Pepsi-Cola Playhouse               | Дэвид (1 эпизод)                 |
| 1953        | с | Витрина твоего ювелира              | Your Jeweler's Showcase                | разные роли (2 эпизода)          |
| 1953        | с | Зеркальный театр «Ревлон»           | The Revlon Mirror Theater              | (1 эпизод)                       |
| 1953        | с | Время твоей игры                    | Your Play Time                         | (2 эпизода)                      |
| 1953        | с | Дни в долине смерти                 | Death Valley Days                      | Дэвид Кэннон (1 эпизод)          |
| 1953— 1954  | с | Мистер и миссис Норт                | Mr. & Mrs. North                       | разные роли (2 эпизода)          |
| 1954        | ф | Великая ночь Казановы               | Casanova's Big Night                   | Рафаэль, герцог Кастелбелло      |
| 1954        | с | Театр «Дженерал Электрик»           | General Electric Theater               | (1 эпизод)                       |
| 1954        | с | Шоу Джорджа Бернса и Грейси Аллен   | The George Burns and Gracie Allen Show | Пол Уиллис (1 эпизод)            |
| 1955        | ф | Большой блеф                        | The Big Bluff                          | доктор Питер Кёрк                |
| 1955        | с | Свистун                             | The Whistler                           | разные роли (2 эпизода)          |
| 1955        | с | Приключения Сокола                  | Adventures of the Falcon               | Ричи Уэйн (1 эпизод)             |
| 1955        | с | Миллионер                           | The Millionaire                        | Дональд Бонитон Льюис (1 эпизод) |
| 1955— 1956  | с | «Ридерс дайджест» на ТВ             | TV Reader's Digest                     | разные роли (2 эпизода)          |
| 1955— 1957  | с | Перекрёстки                         | Crossroads                             | разные роли (2 эпизода)          |
| 1956        | ф | Барабаны яки                        | Yaqui Drums                            | Лют Куигг                        |
| 1956        | ф | Корпорация скандалов                | Scandal Incorporated                   | Брэд Камерон                     |
| 1956        | с | Телевизионный театр «Форда»         | The Ford Television Theatre            | Уэйд Мэйбэнкс (1 эпизод)         |
| 1957        | ф | Человек без тела                    | The Man Without a Body                 | доктор Фил Р. Мерритт            |
| 1957        | ф | Человек из Танжера                  | Man from Tangier                       | Чак                              |
| 1957        | с | Опознание                           | The Lineup                             | Стенли Девлин (1 эпизод)         |
| 1957        | с | Доктор Кристиан                     | Dr. Christian                          | Сеймур (1 эпизод)                |
| 1957        | с | Паника                              | Panic!                                 | (1 эпизод)                       |
| 1957        | с | Телеграфная служба                  | Wire Service                           | Хэннон (1 эпизод)                |
| 1958        | ф | Колосс Нью-Йорка                    | The Colossus of New York               | доктор Джон Роберт Каррингтон    |
| 1958        | ф | Городские изгои                     | Outcasts of the City                   | доктор Джон Роберт Каррингтон    |
| 1958        | ф | Разборки в Бут-Хилл                 | Showdown at Boot Hill                  | Слоун                            |
| 1959        | ф | Невидимые захватчики                | Invisible Invaders                     | доктор Джон Ламонт               |
| 1959        | с | Время старта                        | Startime                               | телережиссёр (1 эпизод)          |
| 1959— 1960  | с | Бунтарь                             | The Rebel                              | разные роли (2 эпизода)          |
| 1960        | ф | Жестокая молодёжь                   | Wild Youth                             | Мэддо                            |
| 1960        | ф | Золушок                             | Cinderfella                            | Руперт                           |
| 1960        | ф | Беглецы из тюрьмы                   | The Jailbreakers                       | Том                              |
| 1960        | с | Не для аренды                       | Not for Hire                           | (1 эпизод)                       |
| 1961        | с | Сансет-Стрип, 77                    | 77 Sunset Strip                        | Харви Стоукс (1 эпизод)          |
| 1961        | с | Гавайский детектив                  | Hawaiian Eye                           | Рэймонд Брюстер (1 эпизод)       |
| 1963        | ф | Люди-слизни                         | The Slime People                       | Том Грегори                      |
| 1964        | ф | Секретная дверь                     | The Secret Door                        | Джо Адамс                        |
| 1964        | ф | Сицилийцы                           | The Sicilians                          | Калвин Адамс                     |
| 1964        | ф | Найдите мне эту девчонку            | Búsqueme a esa chica                   | мистер Джон Моррисон             |
| 1965 — 1968 | с | Святой                              | The Saint                              | разные роли (3 эпизода)          |
| 1966        | ф | Доктор и его медсестры              | Doctor in Clover                       | Рок Стюарт                       |
| 1966        | ф | Искатели, хранители                 | Finders Keepers                        | коммандер                        |
| 1966        | ф | Стервятник                          | The Vulture                            | доктор Эрик Лютенс               |
| 1966        | с | Трибунал                            | Court Martial                          | (1 эпизод)                       |
| 1967        | ф | Они прибыли из другого пространства | They Came from Beyond Space            | доктор Кёртис Темпл              |
| 1967        | ф | Сад пыток                           | Torture Garden                         | Брюс Бентон                      |
| 1968        | с | Человек в чемодане                  | Man in a Suitcase                      | Джейсон Хейнеман (1 эпизод)      |
| 1970        | ф | Плач баньши                         | Cry of the Banshee                     | гость на вечеринке               |
| 1970        | ф | Трог                                | Trog                                   | доктор Ричард Уоррен             |
| 1971        | с | Сыщики-любители экстра класса       | The Persuaders!                        | Фрэнк Рокко (1 эпизод)           |
| 1972        | ф | Байки из склепа                     | Tales from the Crypt                   | сосед                            |
| 1974        | ф | Сборщик вишни                       | The Cherry Picker                      | Джеймс Бёрн II                   |
| 1974        | с | Королевская скамья VII              | QB VII                                 | посол Ричардс (1 эпизод)         |
| 1975        | ф | Новая крыша                         | The New Roof                           | Александр Гамильтон              |